# Chung Dong-young
Dans ce nom coréen, le nom de famille, Chung, précède le nom personnel.
Pour les articles homonymes, voir Chung.
Chung Dong-young (en coréen : 정동영), né le 27 juillet 1953, est un homme politique sud-coréen, membre du Parti démocrate.
Ancien président du Parti Uri, il était l'un des espoirs de ce parti pour succéder au président Roh Moo-hyun, également issu des rangs du parti Uri, mais fut un candidat malheureux lors de l'élection présidentielle de décembre 2007.
Partisan d'un rapprochement avec la Corée du Nord, il est ministre de l'Unification de 2004 à 2006, et depuis 2025.
Lors d'un déplacement en mars 2007 dans la zone industrielle nord-coréenne de Kaesong, où sont implantées des entreprises sud-coréennes, il avait proposé l'organisation d'un sommet intercoréen dans cette ville.
Il avait été désigné comme le principal candidat de la majorité à l'élection présidentielle de décembre 2007 qui fut remporté par le conservateur Lee Myung-bak membre du Parti de la liberté de Corée.